# Dokument (ekonomie)
Dokument je pojem pro dokumentační zápis v účetnictví a při finančních operacích.

## Dělení
U dokumentárních plateb rozlišujeme čtyři kategorie dokumentů:
- Obchodní dokumenty:
  - faktura (obchodní, konzulární, celní),
  - balicí list,
  - jakostní certifikát,
  - vážní list,
  - potvrzení o původu zboží,
  - zdravotní osvědčení (veterinární, fytosanitární),
  - předávací protokol.
- Dopravní dokumenty:
  - konosament (náložný list pro vodní dopravu, námořní nákladní neobchodovatelný list),
  - nákladní list (silniční, letecký, železniční, multimodální),
  - dokumenty vystavené zasilateli,
  - kurýrní a poštovní stvrzenky.
- Pojistné dokumenty:
  - pojistka,
  - hromadná pojistka,
  - pojistný certifikát nebo deklarace.
- Cenný papír:
  - finanční,
  - směnka.

Výše uvedené dokumenty představují samozřejmě jen příklady dokumentů nejběžněji používaných v praxi, obecně lze použít i jakékoliv jiné (např. výpis z katastru nemovitostí, výpis z obchodního rejstříku atp.)